# Lista de deputados estaduais do Amazonas da 9.ª legislatura
Esta é a lista de deputados estaduais do Amazonas para a legislatura 1979–1983.

## Composição das bancadas
| Partido | Líder          | Bancada | Posição  |
| ------- | -------------- | ------- | -------- |
| ARENA   | Jamil Seffair  | 11 / 18 | Governo  |
| MDB     | Samuel Peixoto | 7 / 18  | Oposição |

## Deputados Estaduais
Em relação às dezoito cadeiras da Assembleia Legislativa do Amazonas, a ARENA superou o MDB por onze a sete.
| Número | Deputados estaduais eleitos | Partido | Votação | Percentual | Cidade onde nasceu | Unidade federativa |
| 11921  | Josué Filho                 | ARENA   | 12.760  | 5,55%      | Manaus             | Amazonas           |
| 11264  | Átila Lins                  | ARENA   | 9.920   | 4,31%      | Fonte Boa          | Amazonas           |
| 15445  | Beth Azize                  | MDB     | 9.575   | 4,16%      | Manacapuru         | Amazonas           |
| 11755  | Jamil Seffair               | ARENA   | 7.727   | 3,36%      | Manacapuru         | Amazonas           |
| 11539  | José Belo Ferreira          | ARENA   | 7.605   | 3,30%      | Manaus             | Amazonas           |
| 15371  | Francisco Queiroz           | MDB     | 7.387   | 3,21%      | Careiro da Várzea  | Amazonas           |
| 11407  | Homero Leão                 | ARENA   | 6.950   | 3,02%      | Maués              | Amazonas           |
| 11331  | Socorro Dutra               | ARENA   | 6.925   | 3,01%      | Boca do Acre       | Amazonas           |
| 11886  | Carlos Paiva                | ARENA   | 6.630   | 2,88%      | Manaus             | Amazonas           |
| 15311  | José Costa de Aquino        | MDB     | 6.529   | 2,84%      | Manaus             | Amazonas           |
| 15878  | Samuel Peixoto              | MDB     | 6.411   | 2,78%      | Tabatinga          | Amazonas           |
| 11460  | Gláucio Bentes              | ARENA   | 6.229   | 2,70%      | Parintins          | Amazonas           |
| 11332  | Cleuter Mendonça            | ARENA   | 5.955   | 2,59%      | Itacoatiara        | Amazonas           |
| 11629  | Humberto Michiles           | ARENA   | 5.280   | 2,29%      | São Paulo          | São Paulo          |
| 15752  | Damião Alves de Melo        | MDB     | 5.023   | 2,18%      | Coari              | Amazonas           |
| 15489  | Messias Sampaio             | MDB     | 4.999   | 2,17%      | Manaus             | Amazonas           |
| 11913  | Vinícius Conrado            | ARENA   | 4.341   | 1,88%      | Manaus             | Amazonas           |
| 15147  | Manuel Diz                  | MDB     | 4.293   | 1,86%      | Manaus             | Amazonas           |